# 悉尼 (佛羅里達州)
悉尼（英語：Sydney）是美國佛羅里達州希爾斯波羅縣一個非建制地區，位於布蘭頓（Brandon）東北偏東約5.1英里（8.2），海拔約為28米（92英尺）。當地設有一間郵政局，而其美國郵遞區號則是33587。